# Stazione di Visano
Stazione di Visano vasútállomás Olaszországban, Lombardia régióban, Visano településen.

## Vasútvonalak
Az állomást az alábbi vasútvonalak érintik:
- Brescia–Parma-vasútvonal

## Kapcsolódó állomások
A vasútállomáshoz az alábbi állomások vannak a legközelebb:
- Stazione di Remedello Sopra
- Stazione di Calvisano